# Вародія
Вародія (рум. Varodia) — село у повіті Мехедінць в Румунії. Входить до складу комуни Думбрава.
Село розташоване на відстані 237 км на захід від Бухареста, 37 км на схід від Дробета-Турну-Северина, 60 км на захід від Крайови.

## Населення
За даними перепису населення 2002 року у селі проживали 50 осіб, усі — румуни. Усі жителі села рідною мовою назвали румунську.